# Kościół Matki Bożej z Lourdes i św. Wincentego Pallottiego w Montevideo
Kościół Matki Bożej z Lourdes i św. Wincentego Pallottiego w Montevideo (hiszp. Iglesia de Nuestra Señora de Lourdes y San Vicente Pallotti de Montevideo) – rzymskokatolicki kościół parafialny w Montevideo w centrum miasta na Ciudad Vieja przy skrzyżowaniu ulic Paysandú i Florida, zbudowany w latach 1885-1890.
Autorem projektu świątyni był Ignacio Pedralbes, który inspirował się Sorboną oraz kościołem św. Gerwazego i Protazego w Paryżu. Kościół został wzniesiony w latach 1885-1890.
Kościół zbudowano w stylu neobarokowym na planie krzyża łacińskiego. Ma on pojedynczą nawę oraz transept, nakryte sklepieniem kolebkowym, na ich przecięciu wzniesiono kopułę.
W 2005 roku kościół Matki Bożej z Lourdes i św. Wincentego Pallottiego został uznany za narodowy zabytek historyczny (Monumento Histórico Nacional).